# 화성도시고속도로
화성도시고속도로 주식회사(華城都市高速道路 株式會社)는 비봉매송로를 담당하는 대한민국의 기업이다. 비봉매송로 개통 이후 관리운영권을 30년간 보장받았다.

## 주요 연혁
- 2012년 6월 8일：경기도 화성시 매송면 화성로 2391 (원평리 64-4)에서 회사 설립
- 2014년 3월：비봉매송로 착공
- 2017년 6월 29일：비봉매송로 준공과 동시에 본사를 매송면 화성로 2391 (원평리 64-4)에서 현 위치로 이전하였다.
- 2017년 7월 1일：비봉매송로 개통

## 같이 보기
- 비봉매송로
- 서부광역철도
- 울산하버브릿지